# Río Utamboni
Río Utamboni o Temboni es un río en el suroeste de la parte continental del país africano de Guinea Ecuatorial. Fluye a lo largo de la frontera con Gabón y forma parte de estuario del Muni junto con el Mitimele (en su parte superior), el Mitong, Mandyani, Congüe y Mven. El río se convierte en el río Utamboni a lo largo de la frontera con Gabón.